# 971 Alsatia
971 Alsatia este un asteroid din centura principală, descoperit pe 23 noiembrie 1921, de Alexandre Schaumasse.